# Fructidor

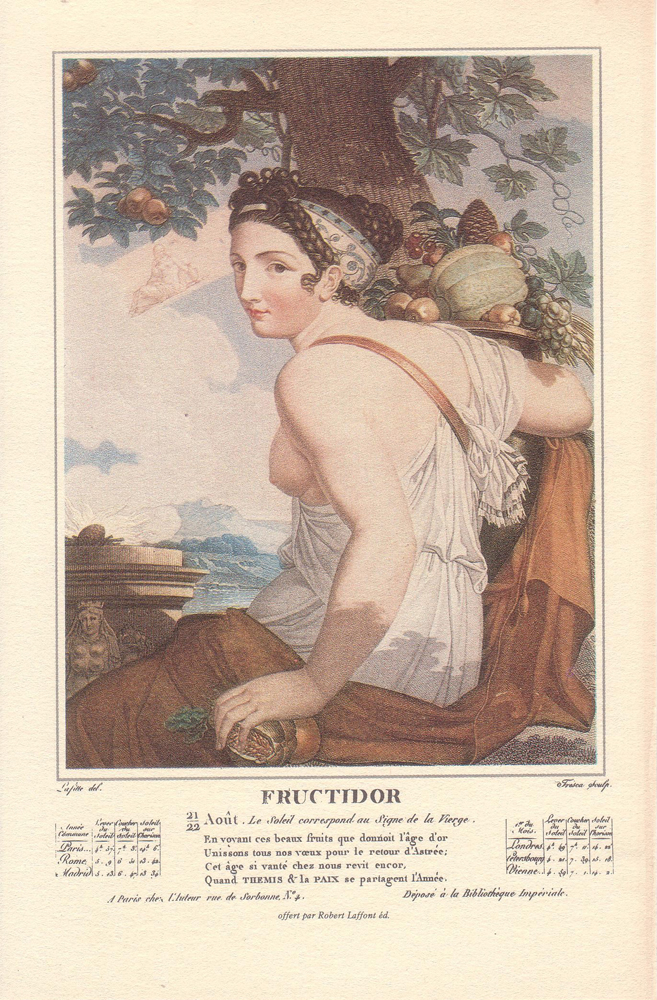
A hónap allegorikus ábrázolása

Fructidor (ejtsd: früktidor), magyarul: Gyümölcs hava, a francia forradalmi naptár tizenkettedik, nyári hónapja.
Megközelítően – az évektől függően egy-két nap eltéréssel – megegyezik a Gergely-naptár szerinti augusztus 18-ától szeptember 16-áig terjedő időszakkal, amikor a Nap áthalad az állatöv Szűz csillagképén.
A görög fructus, „gyümölcs” szóból származik. Az elnevezést az „augusztusi és szeptemberi nap által aranyszínűre festett, érlelt gyümölcsökről” kapta, olvasható Fabre d’Églantine költő javaslatában, melyet 1793. október 24-én, a „Naptárkészítő Bizottság” nevében nyújtott be a Nemzeti Konventnek.
1806. január 1-jén a franciák visszatértek a Gergely-naptár használatára, ezért a XIV. esztendőben Gyümölcs hava már nem volt.

## Átszámítás
| I. év | II. év | III. év | IV. év | V. év | VI. év | VII. év |

| augusztus | 1793 | 1794 | 1795 | 1796 | 1797 | 1798 | 1799 | szeptember |

| I. év | II. év | III. év | IV. év | V. év | VI. év | VII. év |

| augusztus | 1793 | 1794 | 1795 | 1796 | 1797 | 1798 | 1799 | szeptember |

| VIII. év | IX. év | X. év | XI. év | XII. év | XIII. év |

| augusztus | 1800 | 1801 | 1802 | 1803 | 1804 | 1805 | szeptember |

| VIII. év | IX. év | X. év | XI. év | XII. év | XIII. év |

| augusztus | 1800 | 1801 | 1802 | 1803 | 1804 | 1805 | szeptember |

## Napjai
| A "Fructidor" hónap napjai | A "Fructidor" hónap napjai | A "Fructidor" hónap napjai   | A "Fructidor" hónap napjai | A "Fructidor" hónap napjai | A "Fructidor" hónap napjai | A "Fructidor" hónap napjai |
| -------------------------- | -------------------------- | ---------------------------- | -------------------------- | -------------------------- | -------------------------- | -------------------------- |
|                            | 1. dekád                   | 1. dekád                     | 2. dekád                   | 2. dekád                   | 3. dekád                   | 3. dekád                   |
| Primidi                    | 1.                         | Prune (szilva)               | 11.                        | Pastèque (görögdinnye)     | 21.                        | Églantier (csipkerózsa)    |
| Duodi                      | 2.                         | Millet (köles)               | 12.                        | Fenouil (ánizskapor)       | 22.                        | Noisette (mogyoró)         |
| Tridi                      | 3.                         | Lycoperdon (üstökös pöfeteg) | 13.                        | Epine vinette (borbolya)   | 23.                        | Houblon (komló)            |
| Quartidi                   | 4.                         | Escourgeon (őszi árpa)       | 14.                        | Noix (dió)                 | 24.                        | Sorgho (cirok)             |
| Quintidi                   | 5.                         | Saumon (lazac)               | 15.                        | Truite (pisztráng)         | 25.                        | Écrevisse (rák)            |
| Sextidi                    | 6.                         | Tubéreuse (tubarózsa)        | 16.                        | Citron (citrom)            | 26.                        | Bigarade (keserűnarancs)   |
| Septidi                    | 7.                         | Sucrion (cukordinnye)        | 17.                        | Cardière (takácsmácsonya)  | 27.                        | Verge d'or (aranyvessző)   |
| Octidi                     | 8.                         | Apocyn (tejelőcserje)        | 18.                        | Nerprun (varjútövis benge) | 28.                        | Maïs (kukorica)            |
| Nonidi                     | 9.                         | Réglisse (édesgyökér)        | 19.                        | Tagette (büdöske)          | 29.                        | Marron (gesztenye)         |
| Decadi                     | 10.                        | Échelle (létra)              | 20.                        | Hotte (puttony)            | 30.                        | Panier (kosár)             |